# Mauro Sérgio da Fonseca Costa Couto
Mauro Sérgio da Fonseca Costa Couto (* 14. März 1934 in Rosário do Sul; † 3. Dezember 1995 in Rio de Janeiro) war ein brasilianischer Diplomat.
Mauro Sérgio da Fonseca Costa Couto ist der Sohn von Julieta Corrêa Couto und José da Fonseca Costa Couto. Ab 1953 studierte er Rechtswissenschaft an der Universidade Federal do Rio de Janeiro.
Als Botschafter war er tätig in Luanda, Angola (1982–1984), in Bagdad (vom 9. November 1987 bis zum 16. Januar 1991) und in Panama-Stadt (vom 30. August 1991 bis 1995).
| Vorgänger                      | Amt                                                                              | Nachfolger                 |
| ------------------------------ | -------------------------------------------------------------------------------- | -------------------------- |
| Rodolpho Godoy de Souza Dantas | brasilianischer Botschafter in Luanda 1982 bis 1984                              | Ivan Oliveira Cannabrava   |
| Alacyr Frederico Werner        | brasilianischer Botschafter in Bagdad 9. November 1987 bis 16. Januar 1991       | Paulo Tarso Flecha de Lima |
| Paulo Monteiro Lima            | brasilianischer Botschafter in Panama-Stadt 30. August 1991 bis 3. Dezember 1995 | Raphael Valentino Sobrinho |